# Protocole no 1 à la Convention européenne des droits de l'homme

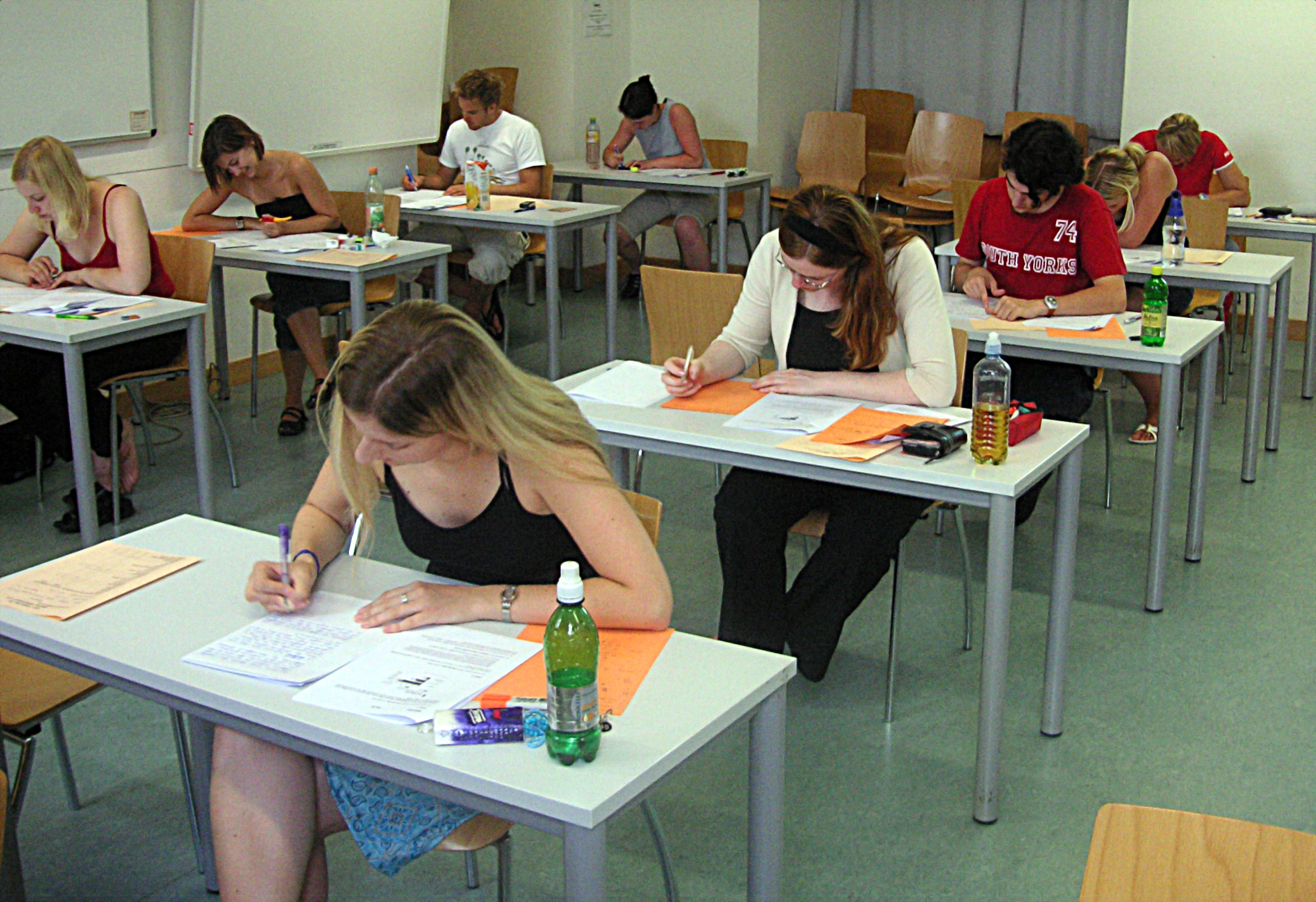
Étudiants passant un test à l'Université de Vienne à la fin du semestre d'été 2005 (samedi 25 juin 2005).

Le protocole n°1 de la Convention européenne des droits de l'homme consacre la protection de la propriété privée, le droit des parents à l'instruction et à l'éducation de leurs enfants avec leurs convictions religieuses, et le droit à des élections régulières, libres et justes.

## Parmi les 46 États contractants de la Convention, 44 États ont ratifié le protocole n°1
| Albanie Allemagne Andorre Arménie Autriche Azerbaïdjan Belgique Bosnie-Herzégovine Bulgarie Chypre Croatie | Danemark Espagne Estonie Finlande France Géorgie Grèce Hongrie Irlande Islande Italie | Lituanie Luxembourg Macédoine Malte Moldavie Monténégro Norvège Pays-Bas Pologne Portugal Roumanie | Royaume-Uni Lettonie Liechtenstein Saint-Marin Serbie Slovaquie Slovénie Suède République tchèque Turquie Ukraine |

Monaco et la Suisse ont signé, mais pas ratifié le protocole n°1.

## Protection de la propriété
Toute personne physique ou morale a droit au respect de ses biens. Nul ne peut être privé de sa propriété que pour cause d'utilité publique et dans les conditions prévues par la loi et les principes généraux du droit international.
Les dispositions précédentes ne portent pas atteinte au droit que possèdent les États de mettre en vigueur les lois qu'ils jugent nécessaires pour réglementer l'usage des biens conformément à l'intérêt général ou pour assurer le paiement des impôts ou d'autres contributions ou des amendes.

## Droit à l'instruction, et droit des parents d'éduquer leurs enfants avec leurs convictions religieuses
Nul ne peut se voir refuser le droit à l'instruction. L'État, dans l'exercice des fonctions qu'il assumera dans le domaine de l'éducation et de l'enseignement, respectera le droit des parents d'assurer cette éducation et cet enseignement conformément à leurs convictions religieuses et philosophiques.

## Droit à des élections régulières, libres et justes
Les Hautes Parties contractantes s'engagent à organiser, à des intervalles raisonnables, des élections libres au scrutin secret, dans les conditions qui assurent la libre expression de l'opinion du peuple sur le choix du corps législatif.